# Кмитів тупик
Кми́тів тупи́к — зниклий тупик, що існував у Шевченківський міста Києва, місцевість Татарка. Пролягав від Кмитового провулку. 

## Історія
Виник ймовірно на межі XIX і XX століття під такою ж назвою. Ліквідований у 1980-х роках у зв'язку зі знесенням старої забудови на Татарці. 